# Batracomorphus latinus
Batracomorphus latinus är en insektsart som beskrevs av Knight 1983. Batracomorphus latinus ingår i släktet Batracomorphus och familjen dvärgstritar. Inga underarter finns listade i Catalogue of Life.